# 胡蒂謝 (索斯尼察市鎮)
51°34′16″N 32°32′54″E / 51.57111°N 32.54833°E
胡蒂謝（羅馬化：Hutyshche）是烏克蘭北部切爾尼希夫州科留基夫卡區索斯尼察市鎮的村莊。該村面積0.35平方公里，海拔高度144米，2001年人口56，人口密度每平方公里160人。